# Stefan Wallat
Stefan Wallat (ur. 15 lutego 1987 w Oberhausen) – niemiecki wioślarz, mistrz świata

## Osiągnięcia
- Mistrzostwa świata – Poznań 2009 – ósemka wagi lekkiej – 6. miejsce.
- Mistrzostwa świata – Bled 2011 – czwórka podwójna wagi lekkiej – 2. miejsce
- Mistrzostwa świata – Amsterdam 2014 – ósemka ze sternikiem wagi lekkiej – 1. miejsce